# Бадези
Бадези (итал. Badesi) је насеље у Италији у округу Сасари, региону Сардинија.
Према процени из 2011. у насељу је живело 1342 становника. Насеље се налази на надморској висини од 82 м.

## Становништво
Према резултатима пописа становништва 2011. у општини је живело 1.898 становника.
| 1931. | 1936. | 1951. | 1961. | 1971. | 1981. | 1991. | 2001. | 2011. |
| ----- | ----- | ----- | ----- | ----- | ----- | ----- | ----- | ----- |
| 1.026 | 1.110 | 1.356 | 1.555 | 1.563 | 1.759 | 1.860 | 1.862 | 1.898 |